# Таллеров, Лаврентий Васильевич
Лаврентий Васильевич Таллеров (27.01.1929 — 15.03.2013) — чувашский прозаик, очеркист, публицист, переводчик, журналист. Народный писатель Чувашской АССР (1988), Заслуженный работник культуры Чувашской АССР (1981).

## Биография
Родился 27 января 1929 года в деревне Нюргечи Комсомольского района Чувашской АССР.
Работал в редакции Комсомольской районной газеты «Октябрь ялавӗ», газеты «Коммунизм ялавӗ», журнала «Тӑван Атӑл».
Был корреспондентом Чувашрадио. Свой первый рассказ опубликовал в журнале «Капкан» в 1956 году.
С 1979 по 1989 год был ответственным секретарем, заместителем главреда, главным редактором журнала «Тăван Атăл».
Особое место в творчестве Лаврентия Таллерова занимает публицистика.
Написал повести «Лаша каçанӗ» (Лошадиный хребет), «Шавласа çулçă тăкăнать» (Шумят осенние листья), роман «Йӗркеллӗ ҫын асапӗсем» (Страдания порядочного человека) и др.
Умер 15 марта 2013 года.

## Награды
- Лауреат премии Семёна Эльгера (1974).
- Почетная грамота Чувашского национального конгресса (2009)[1][2]